# Чейз, Гилберт
Гилберт Чейз (англ. Gilbert Chase, 4 сентября 1906, Гавана, Куба — 22 февраля 1992, Чапел-Хилл, Северная Каролина) — американский музыкальный критик, музыковед, педагог, музыкально-общественный деятель.

## Биография
Учился игре на фортепиано в Нью-Йорке (1926), окончил университет Северной Каролины. В Париже брал уроки у М. Вальда (музыкально-теоретические предметы). В качестве парижского корреспондента писал статьи для лондонских изданий — газеты «Daily Mail» «Musical Times», а также нью-йоркского журнала «Musical America» (1930—1935). С 1935 года работал в США, в 1936—1939 был редактором крупнейших американских музыкальных словарей, в том числе выходивших в издательстве Г. Ширмера в Нью-Йорке, в 1939—1940 — 4-го издания «Биографического словаря музыкантов» под редакцией Т. Бейкера и «Международной энциклопедии музыки и музыкантов» под редакцией О. Томпсона, писал статьи для этих изданий. Состоял консультантом по вопросам, связанным с историей музыки в Испании и Латинской Америки, музыкального отдела Библиотеки конгресса в Вашингтоне (1940—1943). Был консультантом в музыкальной библиотеке, американским атташе по вопросам культуры (1951—1955) в странах Латинской Америки, а также в Бельгии (1958—1960).
Чейз — один из основателей Межамериканского совета музыки (1957), его президент в 1960—63. Преподавал в Колумбийском университете в Нью-Йорке (1946—1948), в Калифорнийском, Гарвардском, Бостонском университетах, а также в ряде университетов стран Латинской Америки и Западной Европы читая лекции на нескольких языках. Также преподавал в Школе музыки в Оклахоме до 1957 года. В 1960—1966 профессор музыки и исследований Тулейнского университета, где он в 1961 году основал Международный институт музыкальных исследований и был его руководителем до 1969 года. Редактировал выпускаемый этим институтом ежегодник.
Член Американских и Французских музыковедческих обществ, Ассоциации музыкальных библиотек, Испанского института музыковедения и других американских и зарубежных музыкальных обществ.